# Серкин, Григорий Владимирович
Григорий Владимирович Серкин (род. 14 сентября 1991, Якутск) — российский хоккеист, защитник.

## Карьера
Воспитанник СКА. Профессиональную карьеру начал в 2009 году в составе клуба Молодёжной хоккейной лиги «СКА-1946», выступая до этого за фарм-клуб СКА, а также вторую команду ХК ВМФ. В дебютном сезоне провёл 61 матч, набрал 6 (1+5) очков. В следующем сезоне в 55 проведённых матчах набрал 9 (1+8) баллов. 23 декабря 2010 года в матче против «Спартака» дебютировал в КХЛ, проведя на площадке одну смену.
Большую часть следующего сезона провёл в ВХЛ в составе ХК ВМФ, отметившись 8 (1+7) набранными очками в 49 матчах. Также в том году Серкин вновь выступал за «СКА-1946», а также принял участие в трёх матчах КХЛ. В сезоне 2012/13 сыграл в 13 встречах за СКА, проводя на площадке в среднем чуть больше 5 минут за матч, большую часть времени он вновь выступал за клубы МХЛ и ВХЛ.
23 мая 2013 года Серкин стал частью обмена между СКА и череповецкой «Северсталью», в результате которого Вадим Шипачёв стал игроком петербургского клуба, а в «Северсталь» отправились Серкин и Иван Касутин.
30 мая 2016 года подписал пробный контракт со «Спартаком». Соглашение было рассчитано с 1 июля по 15 августа, после чего должно было быть принято решение, подписывать ли полноценный контракт или нет. Начиная с 2016 год выступал за «Спутник» (ВХЛ)

## Статистика выступлений
Последнее обновление: 20 ноября 2013 года
|                 |                 |                 | Регулярный сезон | Регулярный сезон | Регулярный сезон | Регулярный сезон | Регулярный сезон | Регулярный сезон | Плей-офф | Плей-офф | Плей-офф | Плей-офф | Плей-офф | Плей-офф |
| Сезон           | Команда         | Лига            | Игр              | Г                | П                | Очк              | +/-              | Штр              | Игр      | Г        | П        | Очк      | +/-      | Штр      |
| --------------- | --------------- | --------------- | ---------------- | ---------------- | ---------------- | ---------------- | ---------------- | ---------------- | -------- | -------- | -------- | -------- | -------- | -------- |
| 2009/10         | СКА-1946        | МХЛ             | 57               | 1                | 5                | 6                | +7               | 34               | 4        | 0        | 0        | 0        | --       | 4        |
| 2010/11         | СКА-1946        | МХЛ             | 55               | 1                | 8                | 9                | -7               | 72               | —        | —        | —        | —        | —        | —        |
| 2010/11         | СКА             | КХЛ             | 1                | 0                | 0                | 0                | --               | 0                | —        | —        | —        | —        | —        | —        |
| 2011/12         | СКА-1946        | МХЛ             | 9                | 4                | 3                | 7                | +3               | 6                | 5        | 0        | 0        | 0        | -5       | 4        |
| 2011/12         | ХК ВМФ          | ВХЛ             | 44               | 1                | 4                | 5                | -8               | 88               | 5        | 0        | 3        | 3        | --       | 4        |
| 2011/12         | СКА             | КХЛ             | 3                | 0                | 0                | 0                | --               | 0                | —        | —        | —        | —        | —        | —        |
| 2012/13         | СКА-1946        | МХЛ             | 5                | 0                | 0                | 0                | -1               | 6                | 7        | 1        | 0        | 1        | -2       | 16       |
| 2012/13         | ХК ВМФ          | ВХЛ             | 23               | 2                | 7                | 9                | +6               | 22               | —        | —        | —        | —        | —        | —        |
| 2012/13         | СКА             | КХЛ             | 13               | 0                | 0                | 0                | -6               | 4                | —        | —        | —        | —        | —        | —        |
| 2013/14         | Северсталь      | КХЛ             | 7                | 0                | 0                | 0                | -4               | 2                | —        | —        | —        | —        | —        | —        |
| Всего в КХЛ     | Всего в КХЛ     | Всего в КХЛ     | 24               | 0                | 0                | 0                | -10              | 6                | —        | —        | —        | —        | —        | —        |
| Всего в карьере | Всего в карьере | Всего в карьере | 217              | 9                | 27               | 36               | -10              | 234              | 21       | 1        | 3        | 4        | -7       | 28       |